# Ат-Тадамун (Ель-Фарванія)
Спортивний клуб «Ат-Тадамун» або просто «Ат-Тадамун» (Ель-Фарванія) (араб. نادي_التضامن) — професіональний кувейтський футбольний клуб з міста Ель-Фарванія, заснований в 1965 році. Команда зараз виступає в Прем'єр-лізі Кувейту. Свої домашні поєдинки команда проводить на стадіоні «Фарванія».

## Історія
Футбольний клуб було засновано 1965 року. Команда провела велику кількість сезонів у Прем'єр-лізі, втім жодного разу її так і не виграла. Найвище досягнення — віце-чемпіонство у 1999 році, тоді у фіналі клуб поступився 0:1 «Аль-Кадісії». Також клуб тричі (у 1984, 1994 та 2000 роках) грав у фіналі Кубка Еміра Кувейту, втім теж жодного разу здобути трофей не зміг.

## Досягнення

### Національні
- Прем'єр-ліга
  -  Срібний призер (1): 1998–99

- Кубок Еміра Кувейту
  -  Фіналіст (3): 1983–84, 1993–94, 1999–00

## Відомі гравці
- Мубарак Марзук
- Наїм Саад
- Нізар Халфан

## Головні тренери
- Дьордь Мезеї (1992–1993)
- Аурел Цикляну (2012)